# Droits culturels
Les droits culturels s'inscrivent dans le cadre juridique des droits de l'homme. Ils visent à faire reconnaître le droit de chaque personne à participer à la vie culturelle, de vivre et d'exprimer sa culture et ses références, dans le respect des autres droits humains fondamentaux.

## Les instruments internationaux visant les droits culturels
Les droits culturels s'inscrivent dans le cadre juridique des droits de l'homme, qui se déclinent en deux branches, soit les droits civils et politiques, soit les droits économiques sociaux et culturels. Les droits culturels appartiennent à cette seconde catégorie.
Les droits culturels sont reconnus par des instruments internationaux généraux consacrés aux droits de l'homme, et précisés par des instruments juridiques internationaux culturels.

### Les instruments internationaux de portée générale appartenant au domaine des droits humains
L’Assemblée générale des Nations-Unies, composée de 58 États membres à cette époque, adopte la Déclaration universelle des droits de l’homme le 10 décembre 1948 afin d’éviter que les atrocités de la Seconde Guerre mondiale ne se reproduisent. Des instruments juridiques internationaux contraignants consacrés aux droits de l'homme sont par la suite élaborés, soit le Pacte international relatif aux droits économiques, sociaux et culturels (PIDESC) et le Pacte international des droits civils et politiques (PIDCP). Ensembles, la Déclaration et les deux Pactes forment la Charte internationale des droits de l’homme.

#### Déclaration universelle des droits de l’hommede 1948
La Déclaration reconnait que la dignité, inhérente à tout être humain, est le fondement même de la liberté, de la paix et de la justice dans le monde.  Tous les êtres humains naissent égaux et peuvent se prévaloir de leurs droits sans discrimination.  La Déclaration énumère les droits civils et politiques, ainsi que les droits sociaux et économiques.
En tant que déclaration, cet instrument juridique n’a pas de force juridique contraignante, bien qu’une force morale et politique indéniable lui soit reconnue. Certains auteurs estiment néanmoins que la Déclaration constitue le fondement de normes coutumières internationales en matière de droits de l’homme. Certains de ses articles sont aujourd’hui reconnus comme des normes impératives de droit international, aussi appelées normes de jus cogens.

L’article 27 de la Déclaration énonce certains droits culturels :
« 1. Toute personne a le droit de prendre part librement à la vie culturelle de la communauté, de jouir des arts et de participer au progrès scientifique et aux bienfaits qui en résultent.

2. Chacun a droit à la protection des intérêts moraux et matériels découlant de toute production scientifique, littéraire ou artistique dont il est l'auteur ».

#### Pacte international des droits civils et politiques(PIDCP)[6], 1966
Le Pacte international des droits civils et politiques (PIDCP) (UNTC en anglais) est adopté le 16 décembre 1966 et entre en vigueur le 23 mars 1976. Au 14 janvier 2020, il rassemble 173 États parties (ratification) et 6 pays signataires,.  Les États parties au PIDCP doivent garantir à leurs ressortissants et aux individus présents sur leur territoire, sans aucune discrimination, les droits suivants : le droit à la vie et à la sécurité de la personne, ainsi que la protection contre la torture, l’esclavage, le travail forcé, la détention arbitraire, les fouilles et les perquisitions abusives.
Le PIDCP prévoit également les standards minimaux dans l’administration de la justice par le respect des principes de justice naturelle et consacre les grands principes de liberté de pensée, de conscience, de religion, d’expression,de réunion et d’association pacifique.
Le PIDCP stipule par ailleurs que dans la situation où un « danger public exceptionnel menace l’existence de la nation », l’État peut déroger à certains de ces droits.
Le PIDCP est complété par deux protocoles facultatifs, soit le Protocole facultatif se rapportant au Pacte international relatif aux droits civils et politiques et le Deuxième protocole facultatif se rapportant au Pacte international relatif aux droits civils et politiques, visant à abolir la peine de mort
Le Comité des droits de l’Homme surveille la mise en œuvre du Pacte et est habilité à recevoir les plaintes interétatiques et individuelles.
Des droits culturels, linguistiques et religieux sont énoncés en faveur des minorités à l’article 27 du PIDCP.  Plus particulièrement, « la protection de ces droits vise à assurer la survie et le développement permanent de l’identité culturelle, religieuse et sociales des minorités concernées ». Les individus concernés par l’article 27 du PIDCP forment un groupe et ont en commun une culture, une religion ou une langue, mais n’ont pas à être des nationaux ou des ressortissants de l’État partie. Le devoir de protection des États s’applique tant à l’encontre des actes de l’État lui-même que ceux de toute personne.
En ce qui concerne particulièrement les droits culturels, le Comité des droits de l’Homme rappelle que « l’exercice de ces droits peut exiger des mesures positives de protection prescrites par la loi et des mesures garantissant la participation effective des membres des communautés minoritaires à la prise des décisions les concernant ».
Les droits reconnus à l’article 27 du PIDCP doivent être distingués du droit des peuples à disposer d’eux-mêmes. En effet, les droits ici reconnus et protégés sont individuels. Ils ne sauraient porter atteinte à la souveraineté et l’intégrité territoriale des États.

#### Pacte international relatif aux droits économiques, sociaux et culturels[17]de 1966
Le Pacte international relatif aux droits économiques, sociaux et culturels (PIDESC) est adopté le 16 décembre 1966 et entre en vigueur le 3 janvier 1976. En date du 8 mai 2020, il compte 170 États parties et 4 signataires.
Ce Pacte énumère une série de droits économiques, sociaux et culturels au bénéfice des ressortissants et des résidents des États signataires. Il s’agit du premier instrument international contraignant à mentionner dans son titre les « droits culturels ».
Au titre de l’article 15, les États parties reconnaissent à chacun le droit de participer à la vie culturelle. Conformément au document intitulé Observation générale N°21 qui en explique la portée, ce droit est relié à plusieurs autres droits énoncés au Pacte, dont le droit à la protection des intérêts moraux et matériels découlant des œuvres de l’esprit, et le droit à l’éducation comme moyen de transmission. Il s’exerce par la liberté de participer et de contribuer à la vie culturelle, notamment par la création, de même que par la liberté d’accéder, de connaitre et de comprendre sa propre culture. Le respect de ce droit est, entre autres, tributaire de la présence de biens et de services culturels sur le territoire et de leur accessibilité effective.
L’article 15 prévoit également le droit à la protection des intérêts moraux et matériels découlant de toute production scientifique, littéraire ou artistique.
Le Conseil économique et social (ECOSOC), constitué en vertu du PIDESC, crée le 28 mai 1985 le Comité des droits économiques, sociaux et culturels (CESCR) afin d’exercer les fonctions de surveillance. Ce dernier reçoit les rapports périodiques des Parties sur la manière dont les droits énoncés au Pacte sont mis en œuvre. De plus, en vertu du Protocole optionnel du Pacte international relatif aux droits économiques, sociaux et culturels de 1966, entré en vigueur le 5 mai 2013, le CESCR a compétence pour recevoir les plaintes d’autres États ou d’individus qui font valoir une atteinte à leurs droits protégés par le PIDESC[3].  En date du 8 mai 2020, seulement 24 États avaient adhéré au Protocole facultatif et 25 en étaient signataires[4].

Le CESCR définit la culture comme étant :
[une notion vaste et inclusive qui englobe toutes les manifestations de l’existence humaine]
[en anglais : culture is a broad inclusive concept encompassing all manifestations of human existence.]
[…]
La notion de culture ne doit pas être considérée comme une série de manifestations isolées ou de compartiments hermétiques, mais comme un processus interactif par lequel les personnes et les communautés, tout en préservant leurs spécificités individuelles et leurs différences, expriment la culture de l’humanité. Elle prend en compte le caractère individuel et « autre » de la culture en tant que création et produit d’une société.

Le Comité considère que, aux fins de la mise en œuvre du paragraphe 1 a) de l’article 15, la culture comprend notamment le mode de vie, la langue, la littérature orale et écrite, la musique et la chanson, la communication non verbale, la religion ou les croyances, les rites et cérémonies, les sports et les jeux, les méthodes de production ou la technologie, l’environnement naturel et humain, l’alimentation, l’habillement et l’habitation, ainsi que les arts, les coutumes et les traditions, par lesquels des individus, des groupes d’individus et des communautés expriment leur humanité et le sens qu’ils donnent à leur existence, et construisent leur vision du monde représentant leurs rapports avec les forces extérieures qui influent sur leur vie. La culture façonne et reflète les valeurs de bienêtre ainsi que la vie économique, sociale et politique d’individus, de groupes d’individus et de communautés. 
Le choix d’adopter une vision large de la notion de culture permet de reconnaitre aux groupes minoritaires les mêmes droits culturels qu’aux groupes majoritaires sur un territoire donné.
L’Observation générale N°21 reconnait également que le droit de participer à la vie culturelle énoncé à l’article 15 est un droit individuel et collectif. En effet, cette protection pour les individus n’est efficace que si, par ailleurs, il existe une protection des identités culturelles. Ces dernières présupposent l’existence de groupes au sein desquels les identités culturelles se vivent et se développent.

### Les instruments juridiques internationaux de portée spécifique appartenant au domaine des droits humains

#### Convention internationale sur l’élimination de toutes les formes de discrimination raciale[27](1965)
Cette Convention constitue une application du principe de non-discrimination au contexte spécifique de la discrimination raciale. Dans son préambule, elle énonce clairement le lien entre le colonialisme et le racisme. En date du 7 janvier 2020, 182 États parties l’ont ratifiée et 3 États l’ont signée.
La Convention énonce les droits civils et politiques, sociaux économiques et culturels à son article 5. La liste comprend le « droit de prendre part, dans des conditions d’égalité, aux activités culturelles ».
Sa mise en œuvre est assurée par le Comité pour l’élimination de la discrimination raciale, qui reçoit les rapports périodiques préparés par les États en lien avec la Convention.

#### Convention sur l’élimination de toutes les formes de discrimination à l’égard des femmes[32](1979)
Le Convention valorise l’égalité entre les sexes dans toutes les sphères de la vie, notamment de la vie culturelle. Au 7 janvier 2020, elle compte 189 États parties et 2 signataires.
L’article 13 énonce le droit des femmes de « participer aux activités récréatives, aux sports et à tous les aspects de la vie culturelle » et l’obligation qu’ont les États de prendre toutes les mesures appropriées pour éliminer la discrimination en ce sens.
La Convention est assortie d’un Protocole facultatif qui permet aux individus de porter plainte, auxquels 113 États sont parties et 12 sont signataires. Le Comité pour l’élimination de la discrimination à l’égard des femmes, l’organe chargé de la mise en œuvre des deux instruments, a le pouvoir de recevoir ces plaintes individuelles et de mener d’office des enquêtes sur les violations graves ou systémique.

#### Convention internationale des droits de l’enfant[36](1989)
Cette Convention est quasi-universelle, en ce qu’elle compte 196 États parties et 1 État signataire.  L’article 31 de la Convention énonce le droit des enfants de participer à la vie culturelle et artistique.  Les États doivent respecter et favoriser ce droit, ainsi qu’encourager l’organisation de loisirs et d’activités récréatives, artistiques et culturelles.
La Convention est assortie de trois protocoles facultatifs, dont le troisième permet au Comité des droits de l’enfant, chargé de surveiller la mise en œuvre de la Convention, de recevoir des plaintes aux sujets de violations de droits des enfants. Seulement 46 États en sont parties et 18 sont signataires. Les 134 autres États parties à la Convention n’ont encore pris aucune action à son égard, et ce en date du 7 janvier 2020.

#### Convention internationale sur la protection des droits de tous les travailleurs migrants et des membres de leur famille[39](1990)
Cette Convention a reçu un appui très marqué de la part des pays du Sud, mais relativement faible des pays du Nord. Au total, au 7 janvier 2020, elle compte 55 États parties et 13 signataires, alors que 130 pays n’ont posé aucune action à son égard. La Convention adopte un langage contraignant pour désigner les obligations des États et affirmatif pour les droits des bénéficiaires.
La Convention protège notamment le droit la liberté d’opinion et à la liberté d’expression des travailleurs migrants et des membres de leur famille, de même que leur égal accès à l’éducation et à participer à la vie culturelle.
Le Comité pour la protection des droits de tous les travailleurs migrants et des membres de leur famille est chargé de surveiller la mise en œuvre de la Convention.  Il ne possède pas la compétence de recevoir des plaintes individuelles ou de mener des enquêtes.

#### Convention relative aux droits des personnes handicapées(2006)
Cette Convention est adoptée dans le but de protéger et promouvoir les droits et la dignité des personnes handicapées. Elle compte 181 États parties et 9 signataires en date du 7 janvier 2020. L’article 30 de la Convention réitère le droit des personnes handicapées de participer à la vie culturelle et récréative, aux loisirs et aux sports, d’une manière égale aux autres personnes. Il rappelle l’importance de la vie culturelle pour ces personnes, mais également de l’importance de leur apport à la vie culturelle pour l’ensemble de la société.
Le Protocole facultatif se rapportant à la Convention relative aux droits des personnes handicapées est adopté afin de permettre le dépôt de plaintes individuelles directement au Comité des droits des personnes handicapées, qui surveille la mise en œuvre des deux instruments. Un peu plus de la moitié des États parties à la Convention sont également parties à ce Protocole.

### Les instruments juridiques internationaux appartenant au domaine du droit de la culture
L’UNESCO a mis en place un cadre juridique étoffé dans le domaine culturel. Les principaux instruments contraignants dans ce domaine sont les suivants :
- Convention pour la protection des biens culturels en cas de conflit armé, avec Règlement d'exécution, La Haye, le 14 mai 1954
- Convention concernant les mesures à prendre pour interdire et empêcher l'importation, l'exportation et le transfert de propriété illicites des biens culturels, Paris, le 14 novembre 1970
- Convention concernant la protection du patrimoine mondial, culturel et naturel, Paris, le 16 novembre 1972
- Convention sur la protection du patrimoine culturel subaquatique, Paris, le 2 novembre, 2001
- Convention pour la sauvegarde du patrimoine culturel immatériel, Paris, le 17 octobre, 2003
- Convention sur la protection et la promotion de la diversité des expressions culturelles, 2005

Le portail « culture » de l’UNESCO présente la liste complète des instruments juridiques contraignants et non contraignants élaborés au sein de cette Organisation ou avec son concours.  La Convention sur la protection et la promotion de la diversité des expressions culturelles de 2005 est l’instrument juridique contraignant le plus récent adopté dans le domaine de la culture. Cette Convention marque l’aboutissement d’une vaste entreprise d’élaboration de plusieurs instruments juridiques internationaux portant sur la diversité culturelle, auxquels elle réfère par ailleurs dans son préambule. Certains auteurs suggèrent que cette Convention participe à la consolidation d’une coutume internationale sur la protection de la diversité culturelle.

#### Recommandation relative à la condition de l’artiste[51](1980)
La Recommandation relative à la condition de l’artiste est adoptée lors de la 21e session de la Conférence générale.  En vertu de cette recommandation, le rôle principal des États est d’aider « à créer et entretenir un climat favorisant la liberté d’expression artistique et des conditions matérielle propices à la réalisation des talents créatifs ». Elle reconnait l’importance de la liberté d’expression et la liberté artistique, du droit à l’association, des mesures de soutien à la création, des droits sociaux, les droits culturels et les droits de propriété intellectuelle. Elle encourage également les États à favoriser la mobilité internationale des artistes.

La recommandation propose une définition de l’« artiste » qui est à la fois objective et subjective :
Toute personne qui crée ou participe par son interprétation à la création ou à la recréation d’œuvres d’art, qui considère sa création artistique comme un élément essentiel de sa vie, qui ainsi contribue au développement de l’art et de la culture, et qui est reconnue ou cherche à être reconnue en tant qu’artiste, qu’elle soit liée ou non par une relation de travail ou d’association quelconque.
Le Conseil de l'Europe a adopté en 2005 la Convention-cadre du Conseil de l'Europe sur la valeur du patrimoine culturel pour la société, dite Convention de Faro, qui reconnait dans son article premier le droit au patrimoine culturel comme inhérent au droit de participer à la vie culturelle, tel que défini dans la Déclaration universelle des droits de l’homme. Elle reconnait à toute personne, seule ou en commun, le droit de bénéficier du patrimoine culturel et de contribuer à son enrichissement.

### L’apport de la société civile

#### Déclaration de Fribourg sur les droits culturels[55](1993)
Cet instrument doctrinal a d’abord été élaboré par Patrice Meyer-Bisch et le groupe de travail dit le Groupe de Fribourg composé d’intellectuels issus de l’Université de Fribourg en Suisse. En 1998, il fait l’objet d’un commentaire article par article, et est co-édité par l’UNESCO.
Dans sa version actuelle, la Déclaration de Fribourg énumère l’ensemble des droits culturels reconnus, bien que dispersés dans différents instruments.  Elle y énonce : le droit à l’identité culturelle (article 3), le droit à la référence à des communautés culturelles (article 4), le droit d’accéder et de participer à la vie culturelle (article 5), le droit à l’éducation et à la formation (article 6), le droit à l’information (article 7) et le droit de participer aux mesures de coopération culturelle (article 8).

## Les droits économiques, sociaux et culturels
Les droits culturels appartiennent à la catégorie des droits économiques, sociaux et culturels, dit de 2e génération. Aussi appelé les droits programmatoires, les droits de deuxième génération ont besoin du support de l’État pour leur réalisation.
La première génération de droits fondamentaux découle de la Déclaration universelle des droits de l’Homme (1948) et du Pacte international relatif aux droits civils et politiques (1966). Ces droits de première génération sont des droits opposables à l’État.
L’énonciation des droits fondamentaux scindés entre deux pactes, le PIDSC et le PIDESC, provient des tensions politiques à l’époque de leur adoption. La Conférence de Vienne de 1993 a permis de réitérer qu’il convient d’aborder les droits fondamentaux comme faisant partie d’un tout, interrelié et interdépendant, tel que l’indique l’article 5 de la Déclaration et du programme d’action de Vienne. Le caractère indivisible des droits fondamentaux signifie concrètement que les États ne peuvent choisir parmi les droits lesquels ils protégeront au détriment des autres.
Le corpus des droits de troisième génération est toujours en cours de définition, mais il s’agit essentiellement de droits d’ordre planétaire et des droits de synthèse, c’est-à-dire qui se répercutent dans le développement et les grands équilibres indispensables.

### Les catégories de droits économiques, sociaux et culturels
La consécration des droits économiques, sociaux et culturels provient de la Déclaration de 1948 et du Pacte international relatif aux droits économiques, sociaux et culturels. Ils sont constitués des droits suivants :
- Droit au travail ;
- Droit à la sécurité sociale ;
- Droit à la santé ;
- Droit à l’éducation ;
- Droit de participer à la vie culturelle.

Ces droits sont énoncés de différentes manières selon l’instrument concerné, ou selon le niveau d’engagement contracté par l’État.
Les États ont essentiellement trois obligations générales par rapport à ces droits : les respecter, les protéger et les mettre en œuvre. Ces obligations sont immédiates, mais progressives.  Il s’agit d’obligation de moyen, et non de résultat, faisant en sorte que les États doivent les respecter et les mettre en œuvre en fonction de leurs moyens (capacités financières, économiques, etc.).

### Le Conseil des droits de l’Homme
Le Conseil des droits de l’Homme est l’organe mandaté par l’Assemblée générale des Nations unies pour assurer le suivi de la mise en œuvre de ces obligations et du respect des droits de l’Homme en général, dans les États. Créé le 15 mars 2006, il est composé de 47 États membres élus individuellement au scrutin secret, pour un mandat de trois ans.  Le Conseil a le pouvoir de recevoir des plaintes de la part des États membres, mais également d’organisations internationales et de d’individu qui dénoncent des violations de droits de l’Homme.
Le Conseil a mis en place le processus d’Examen périodique universel comme outils d’évaluation de la situation des droits de l’Homme dans les États membres des Nations unies.  Ce processus échelonné sur une période d’au plus cinq ans, fait en sorte qu’un État fait l’objet d’un examen par un Groupe de travail. Après avoir reçu les observations de l’État concerné et des autres parties prenantes, le Conseil élabore un rapport et un plan d’action national pour les droits de l’Homme.

### Les rapporteurs spéciaux
Les rapporteurs spéciaux sont des experts indépendants mandatés par le Conseil des droits de l’Homme en vertu d’une procédure spéciale, dont le mandat de trois ans peut être renouvelé.  Les Nations-Unies créent des mandats de rapporteurs spéciaux en fonction des pays et des thématiques.
Le premier mandat en matière de droits culturels est octroyé en 2009 à Madame Farida Shaheed à titre « d’expert indépendant ». Son mandat est renouvelé en 2012 pour une période de trois ans, mais cette fois sous le titre de « Rapporteuse spéciale dans le domaine des droits culturels ».

Madame Karima Bennoune est nommée Rapporteuse spéciale dans le domaine des droits culturels en 2015. En 2018, son mandat est renouvelé pour une période de trois ans.  Son mandat est ainsi défini :
a) D’identifier les meilleures pratiques dans le domaine de la promotion et de la protection des droits culturels aux niveaux local, national, régional et international;
b) D’identifier les éventuels obstacles qui entravent la promotion et la protection des droits culturels et de soumettre au Conseil des propositions ou des recommandations sur les actions qui peuvent être menées pour les éliminer;
c) De travailler en coopération avec les États afin de faciliter l’adoption, à l’échelon local, national, régional et international, de mesures de promotion et de protection des droits culturels par la formulation de propositions concrètes tendant à renforcer la coopération sous-régionale, régionale et internationale dans ce domaine;
d) D’étudier la relation entre les droits culturels et la diversité culturelle, en collaboration étroite avec les États et d’autres acteurs compétents, en particulier avec l’Organisation des Nations Unies pour l’éducation, la science et la culture, en vue de promouvoir davantage les droits culturels;
e) De faire une place aux considérations liées au genre et au handicap dans son travail;
f) De travailler en étroite coordination, tout en évitant les chevauchements inutiles, avec les organisations intergouvernementales et non gouvernementales, les autres procédures spéciales du Conseil, le Comité des droits économiques, sociaux et culturels et l’Organisation des Nations Unies pour l’éducation, la science et la culture, ainsi qu’avec d’autres acteurs compétents qui représentent l’éventail le plus large possible d’intérêts et d’expériences, dans le cadre de leurs mandats respectifs, y compris en participant aux conférences et manifestations internationales pertinentes et en en assurant le suivi.
Le mandat porte sur la protection des conditions permettant aux individus de participer à la vie culturelle, plutôt que sur la protection de la culture en elle-même.  Le travail de la Rapporteuse spéciale est colligé en rapports portant sur différentes thématiques.  Un rapport est présenté à chaque réunion du Conseil des droits de l’Homme et de l’Assemblée générale des Nations unies, en plus de rapports de mission annuel.
Les rapports présentés depuis 2010 sont les suivants :
- Les défenseurs des droits culturels, présenté au Conseil des droits de l’Homme, 2020;
- L’importance des espaces publics pour l’exercice des droits culturels, présenté à l’Assemblée générale, 2019;
- Droits culturels : rapport marquant le dixième anniversaire du mandat, présenté au Conseil des droits de l’Homme, 2019;
- L’universalité des droits de l’homme sous l’angle des droits culturels, et la corrélation étroite entre l’universalité et la diversité culturelle, présenté à l’Assemblée générale, 2018;
- La contribution des initiatives artistiques et culturelles à l’édification et au maintien de sociétés respectueuses des droits humains, présenté au Conseil des droits de l’Homme, 2018;
- Les conséquences du fondamentalisme et de l'extrémisme sur les droits culturels de femmes, présenté à l’Assemblée générale, 2017;
- Les conséquences du fondamentalisme et de l'extrémisme sur l'exercice des droits culturels, présenté au Conseil des droits de l’Homme, 2017;
- La destruction intentionnelle du patrimoine culturel, présenté à l’Assemblée générale, 2016;
- Portée des droits culturels et observations préliminaires sur la destruction du patrimoine culturel en tant que violation des droits de l'homme, présenté au Conseil des droits de l’Homme, 2016;
- Politique des brevets et droit à la science et à la culture, présenté à l’Assemblée générale, 2015;
- Les politiques en matière de droits d'auteur et le droit à la science et à la culture, présenté au Conseil des droits de l’Homme, 2015;
- L’impact de la publicité et des pratiques de marketing sur la jouissance des droits culturels, présenté à l’Assemblée générale, 2014;
- Les processus de mémorialisation, présenté au Conseil des droits de l’Homme, 2014;
- L’écriture et l’enseignement de l’histoire (manuels scolaires), présenté à l’Assemblée générale, 2013;
- Le droit à la liberté d’expression artistique et à la création, présenté au Conseil des droits de l’Homme, 2013;
- La jouissance des droits culturels par les femmes, sur un pied d’égalité avec les hommes, présenté à l’Assemblée générale, 2012;
- Le droit de bénéficier du progrès scientifique et de ses applications, présenté au Conseil des droits de l’Homme, 2012;
- Le droit d’accéder et de jouir du patrimoine culturel, présenté au Conseil des droits de l’Homme, 2011;
- Rapport de l’Expert dans le domaine des droits culturels, présenté au Conseil des droits de l’Homme, 2010.

## Le contenu des droits culturels
Selon Farida Shaheed, première rapporteuse spéciale pour les Nations unies en la matière, il n’existe pas de définition officielle de la notion de droits culturels.  Ils se rapportent à un vaste ensemble de questions, telles que :
l’expression et la création, notamment dans le cadre de diverses formes matérielles et non matérielles d’expression artistique; l’information et la communication; la langue ; l’identité et l’appartenance à des communautés multiples, diverses et changeantes ; la construction de sa propre vision du monde et la liberté d’adopter un mode de vie spécifique ; l’éducation et la formation ; l’accès, la contribution et à la participation à la vie culturelle ; l’exercice de pratiques culturelles et l’accès au patrimoine culturel matériel et immatériel.
D’autres experts indiquent que les droits culturels englobent :
la non-discrimination et l’égalité ; l’absence d’ingérences dans la jouissance de la vie culturelle (liberté de créer et de contribuer à la culture) ; liberté de choisir la ou les culture(s) et la vie culturelle à laquelle on souhaite participer et liberté de modifier ce choix (liberté de manifester sa propre culture) ; la liberté de diffusion ; la liberté de coopération au niveau international ; le droit de participer à l’élaboration, la préparation et l’application de politiques relatives à la culture ; et d’autres éléments liés au droit de participer à la vie culturelle et qui découlent de l’interdépendance des droits de l’homme.
Les droits culturels s’exercent de manière individuelle et collective.  

### Le droit de chacun à participer à la vie culturelle
Le droit de chacun de prendre part à la vie culturelle est énoncé à l’article 15, paragraphe 1 a) du PIDESC. Les principales composantes interdépendantes du droit de participer à la vie culturelle sont la participation, l’accès et la contribution à la vie culturelle, de même que le droit de ne pas y participer.
Au regard de la multitude d’instruments faisant référence à ce droit, certains suggèrent qu’il pourrait même exister une norme coutumière internationale en matière de droits fondamentaux.

### Le droit de bénéficier d’une protection dans les intérêts moraux et matériels de l’auteur
Le Comité des droits économiques, sociaux et culturels considère ce droit comme une composante du droit de participer à la vie culturelle. Il est reconnu par un certain nombre d’instruments internationaux. Il doit être distingué des droits de propriété intellectuelle, qui ont un caractère temporaire et sont négociables, révocables, cessibles ou transférables. En tant que droit de l’homme, ce droit de bénéficier d’une protection dans les intérêts moraux et matériels de l’auteur est intemporel et indissociable de l’individu.

### La mobilité des artistes en tant que condition pour la mise en œuvre des droits culturels
L’importance de s’intéresser à la mobilité transnationale des artistes tient au fait qu’elle est essentielle au développement de la diversité des expressions culturelles, car elle favorise la diffusion et l’échange. La liberté de circulation est, par ailleurs, un droit fondamental. En ce sens, elle participe à la mise en œuvre des droits culturels qui existent tant que la vitalité des cultures perdure. Cependant, les obstacles financiers et administratifs touchent particulièrement les artistes et limitent leur déplacement.
Dès la Recommandation sur le statut de l’artiste de 1980, qui exhorte les États membres d’« accorder […] à ceux qui se consacrent aux activités artistiques tous les moyens, et en particulier des bourses de voyage et d’études susceptibles de leur permettre un contact vivant et profond avec les autres cultures » et à « prendre toute mesure utile afin de favoriser le libre mouvement des artistes sur le plan international », la question de la mobilité des artistes fait l’objet d’un suivi à l’UNESCO.
Au titre de l’article 16 de la Convention sur la protection et la promotion de la diversité des expressions culturelles, les pays développés se sont engagés à favoriser les échanges culturels avec les pays en développement, en accordant « un traitement préférentiel à leurs artistes et autre professionnels et praticiens de la culture, ainsi qu’à leurs biens et services culturels ». Il s’agit de l’un des engagements les plus contraignants découlant de la Convention de 2005. Malgré cela, l’auteur Garry Neil souligne qu’il est rare que ces artistes bénéficient concrètement de telles préférences.

### Accords et politiques d’aide à la mobilité des artistes
Plusieurs instruments sont adoptés par les États pour favoriser la mobilité des artistes. L’auteure Khadija El Bennanoui recense un grand nombre d’exemple de coopération bilatérale et multilatérale.  À titre illustratif, les initiatives suivantes peuvent être nommées :
Coopération bilatérale et multilatérale :
- Politique de Visa unique des pays de la Communauté économique des États de l’Afrique de l’Ouest (CEDEAO), la Communauté d’Afrique de l’Est et la Communauté de développement de l’Afrique australe[83];
- Accord de partenariat économique entre les États du CARIFORUM et l’Union européenne et son Protocole sur la coopération culturelle[84];
- Accord relatif au séjour des ressortissants des États parties au MERCOSUR, 2009[85];
- Accord relatif au séjour des ressortissants des États parties au MERCOSUR, de la Bolivie et du Chili, 2009[86];
- Charte culturelle ibéro-américaine, 2006[87];

Politiques et programmes :
- Vers une stratégie de l’UE dans le domaine des relations culturelles internationales[88];
- Programme de travail 2019-2022 en faveur de la culture[89];
- Programme de mobilité ibéro-américaine pour les artistes et les responsables culturels[90]

#### Les obstacles à la mobilité

##### Contemporains: Crise de migration et menaces terroristes
L’auteur Garry Neil mentionne que « les problèmes de sécurité publique, les menaces terroristes actuelles et les crises mondiales des réfugiés, et, plus particulièrement, le flux des personnes qui traversent la Méditerranée pour rejoindre l’Europe, sont à l’origine de restrictions de plus en plus contraignantes pour les artistes qui travaillent et voyagent à l’étranger ».
Le Visa Restrictions Index illustre la situation critique de la mobilité dans les pays en guerre, tel la Palestine, le Soudan, l’Érythrée, le Yémen, la Libye, la Somalie, la Syrie, le Pakistan, l’Iraq, et l’Afghanistan. Par exemple, la situation en Syrie a mis un terme à l’organisation de festivals de danse dans la région, celle-ci n’étant plus suffisamment sécuritaire.

##### Intemporels: Lourdeur administrative, manque de financement
Les obstacles à la mobilité qui reviennent régulièrement dans les textes et rapports sont la lourdeur administrative et les coûts élevés.  La question des visas et des permis de travail est complexe pour les artistes qui ne rencontrent généralement pas les conditions pour leur obtention, notamment la démonstration de la régularité des revenus, un emploi stable et l’intention de repartir.  Par exemple, l’obtention de visas pour les États-Unis, par des danseurs professionnels, nécessite de fournir un très grand nombre de pièces justificatives et peut prendre jusqu’à six mois.
En plus des délais, il est possible qu’il n’y ait pas de consulat du pays de destination dans le pays d’origine. Il s’agit d’une barrière majeure lorsque fournir les données biométriques s’inscrit dans les conditions d’obtention des documents de voyages.
La règlementation douanière, les taxes sur la valeur ajoutée et l’imposition sur le revenu sont autant de considérations financières créant des obstacles à la mobilité.  En Afrique de l’Ouest, des mesures de facilitation bancaire ont été mises en place, mais la suppression des barrières tarifaires et non tarifaires sur les produits culturels bénéficie davantage aux multinationales qu’aux entrepreneurs culturels locaux.

#### Les solutions à la mobilité
Parmi les solutions à ce problème se retrouve la possibilité pour les artistes de voyager dans certains pays sans visas. Cela facilite l’accès aux résidences, à des évènements artistiques, et plus généralement l’échange artistique et culturel.  Par exemple, en Autriche, la Loi relative au travail des ressortissants étrangers permet aux artistes de travailler entre 1 jour et 4 semaines, sans autorisation de travail.
La publication de guides pratiques à l’intention des artistes et professionnels de la culture et une aide administrative continue, peuvent servir de point de repère aux artistes dans les démarches qu’ils doivent entreprendre[2].
De plus, le Carnet ATA permet aux artistes et professionnels de la culture en tournée d’être exempté du dépôt de caution dans 75 pays[3].  Enfin, les Conventions fiscales bilatérales peuvent permettre aux artistes d’être exemptés de payer des impôts, soit dans leur pays d’origine ou dans le pays où les revenus sont générés, évitant ainsi la double imposition[4].
L’Union européenne envisage de mettre sur pied un registre professionnel européen pour les artistes[5].
Les Fonds à la mobilité constituent également des outils non négligeables. À titre d’exemples, les fonds suivants sont disponibles sous réserve du respect de certaines conditions :
- Le Projet Mobility First ! (Asie-Europe)
- Africa Art Lines (Afrique)
- Art Move Africa (Afrique)
- IGODA (Afrique)
- Programme Wijhat (région arabe)
- Fonds Roberto Cimetta Fund (Afrique du Nord, Europe, Moyen-Orient)
- Fonds TURN (Allemagne)
- Fondation Prince Claus
- Robert Bosch Stifung (Allemagne – pays arabes)

Les résidences d’artistes permettent par ailleurs une retraite artistique à faible coût.
- Résidence artistique
- ResArtist : réseau mondial de résidences d’artistes de toute discipline confondue.
- Transartists est une plateforme de partage de connaissance et d’expérience en matière de résidences d’artistes.

Des organisations de la société civile se mobilisent également pour fournir de l’information et soutenir les artistes dans leur déplacement. Voir entre autres :
- On the Move : Il s’agit d’un réseau d’information, orienté sur la mobilité des artistes.
- Réseau international pour les arts du spectacle : Il s’agit d’un réseau international pour les arts du spectacle contemporain.
- Le Programme En Scène : Il s’agit d’un programme d’aide à la création contemporaine francophone mis sur pied par l’Organisation International de la Francophonie.
- Le Programme UNESCO-Aschberg : D’abord consacré à l’octroi de bourses d’études pour des artistes en résidence, depuis 2017 le Programme soutient financièrement le réseau des villes créatives et la mise en œuvre de la Convention de 2005 et la Recommandation de 1980.

### La liberté artistique en tant que condition pour la mise en œuvre des droits culturels
La liberté artistique est la liberté d’imaginer, de créer et de distribuer une diversité d’expressions culturelles sans censures gouvernementales, sans interférences politiques et sans pressions d’acteurs externes. Elle inclut le droit des citoyens à avoir accès aux œuvres créées et représente un élément essentiel du bien-être des sociétés. En ce sens, elle s’inscrit parmi les conditions de mise en œuvre des droits culturels.
La liberté artistique incarne tout un éventail de droits placés sous la protection du droit international et qui incluent :
·      le droit de créer sans subir de censure ou d’intimidation;
·      le droit de voir son travail artistique soutenu, distribué et rémunéré;
·      le droit à la liberté de mouvement;
·      le droit à la liberté d’association;
·      le droit de l’individu à la protection de ses droits économiques et sociaux;
·      le droit de prendre part à la vie culturelle.
La liberté artistique est un droit fondamental, qui fait partie des droits culturels et à la liberté d’expression, qui touche directement les artistes dans leur pratique et les citoyens dans leur droit de participer à la vie culturelle.  Cette liberté est intimement liée au droit de rassemblement pacifique, à la liberté d’association, au droit à la protection des intérêts matériels et moraux résultant d’une production artistique et le droit aux loisirs.
En droit international, la liberté artistique est protégée par l’article 15 du PIDESC et l’article 19 du PIDCP ainsi que par d’autres instruments spécifiques. Dans son préambule, la Convention sur la protection et la promotion de la diversité des expressions culturelles réaffirme que « la liberté de pensée, d’expression et d’information, ainsi que la diversité des médias, permettent l’épanouissement des expressions culturelles au sein des sociétés ». Lu conjointement avec l’article 7.2, on comprend que la Convention traite de la liberté artistique dans la perspective de droit fondamental. Selon certains, les journalistes sont inclus dans la définition d’artiste.
Au Canada, la liberté artistique est protégée de la même manière que la liberté d’expression, et plus précisément par l’article 2 b) de la Charte canadienne pour les rapports entre les individus et le gouvernement, et par des instruments spécifiques provinciaux portant sur les droits fondamentaux en ce qui concerne les rapports entre les individus.
Plusieurs organisations de la société civile assurent une veille du respect de la liberté artistique.

#### Restrictions légitimes et illégitimes à la liberté artistique
Il peut être considéré légitime de restreindre la liberté artistique afin de la conjuguer avec d’autres droits fondamentaux comme le droit à la vie privée, la protection contre la diffamation et la discrimination. Des lois claires favorisent la légitimité de ces limites.  Dans tous les cas, pour être considérées légitimes, les limitations imposées doivent répondre à des pratiques néfastes pour les autres droits et libertés fondamentaux, être porteuses d’un objectif légitime, être proportionnelles et conformes au droit international.
Des lois sont illégitimes lorsqu’elles sont rédigées de manière imprécise et employées de manière à contrôler le discours public. Sous le couvert de la protection de la moralité publique et de la lutte à l’indécence, à la nudité et au terrorisme, ces lois outillent parfois les autorités à des fins illégitimes.
Les intérêts des grands groupes financiers peuvent aussi restreindre la liberté artistique en limitant, par exemple, l’usage d’images de marque.  L’auto-censure est par ailleurs la limitation la plus difficile à étudier. En rafale, ces autres formes peuvent constituer des limites illégitimes : des permis de production octroyés par des autorités illégitime, la censure préproduction, la censure à la diffusion, certains types de classification, les limites à l’utilisation de l’espace public et les limites à la mobilité des artistes.
Le rapport The State of Artistic Freedom présente des données tirées d’une vaste étude menée en 2017 par l’ONG Freemuse sur ce qu’elle nomme la culture du silence (culture of silencing others). Cette culture du silence serait un phénomène mondial (48% des violations identifiés seraient survenues dans les pays du Nord) pratiqué autant par les gouvernements, les autorités religieuses, des groupes armés et des entreprises numériques et même les associations d’artistes elles-mêmes.  Le rapport dénombre huit manières de faire taire les artistes dans le monde, soit les actes de censure, les menaces et la persécution, l’attaque, l’enlèvement, les poursuites judiciaires, la détention, l’emprisonnement et le meurtre.

## La notion des droits culturels d'un point de vue critique
Les droits culturels  constituent une vision de la Culture fondée sur les notions de droits personnels, de diversité et d'identité. Pour ses promoteurs qui cherchent à faire reconnaître cette notion comme droit fondamental, ils visent à garantir à chacun la liberté de vivre son identité culturelle, comprise comme « l’ensemble des références culturelles par lesquelles une personne, seule ou en commun, se définit, se constitue, communique et entend être reconnue dans sa dignité » (Déclaration de Fribourg sur les droits culturels, 2007).

### Activisme du Groupe de Fribourg
La notion de droits culturels, et leur promotion en tant que droits spécifiques, est essentiellement revendiquée par le Groupe de Fribourg depuis 2007. La "Déclaration de Fribourg" trouve son origine dans un collectif indépendant (le Groupe de Fribourg) coordonné par Patrice Meyer-Bisch, coordonnateur de l’institut interdisciplinaire d’éthique et des droits de l'homme et de la Chaire UNESCO pour les droits de l'homme et la démocratie de l’Université de Fribourg et fondateur de l’ONG Observatoire de la diversité et des droits culturels. Cette Déclaration rassemble et explicite ce que seraient les droits culturels selon ce groupe. Cette déclaration propose une définition de la culture qui met l'identité individuelle au centre de cette dernière, en invoquant le principe de dignité humaine.
Les articles de cette déclaration définissent les droits culturels comme suivant :
- Identité et patrimoines culturels
- Références à des communautés culturelles
- Accès et participation à la vie culturelle
- Éducation et formation à la culture
- Information et communication autour de la culture

et fixe des objectifs. Cette déclaration n'a pas de valeur juridique.

### Les droits culturels en France

#### La démarche Paideia
La démarche Paideia est une démarche indépendante de recherche-action qui a pour objectif  d'observer et d'évaluer les politiques publiques au regard des droits culturels, en collaboration avec l’Observatoire de la diversité et des droits culturels,,. L'Ardèche, la Gironde, le Nord et le Territoire de Belfort sont quatre départements engagés dans ce projet en collaboration avec  l’Observatoire de la diversité et des droits culturels (programme de l’Institut Interdisciplinaire d'Éthique et des Droits de l'Homme de l’Université de Fribourg) et le Réseau culture 21.

#### Citation dans la loi NOTRe
La reconnaissance des droits culturels a été introduite, par un amendement du Sénat à l'article 103 (anciennement article 28A) de la loi NOTRe. Il y est précisé que « la responsabilité en matière culturelle est exercée conjointement par les collectivités territoriales et l'État dans le respect des droits culturels énoncé par la Convention sur la protection et la promotion de la diversité des expressions culturelles du 20 octobre 2005 ».

#### Journées d'études universitaires
- À la suite de la rencontre publique organisée par le CCO de Villeurbanne et l'association Culture pour tous en janvier 2012 avec Patrice Meyer-Bisch et l'IIEDH, un groupe de travail s'est formé et a organisé des ateliers et des journées publiques autour de « l'observation participative de l'effectivité des droits culturels dans nos pratiques »[120].
- Le master Ingénierie de Projets Culturels et Interculturels de l'Université Bordeaux Montaigne a organisé en avril 2015 deux journées d'études autour de la question « Les droits culturels, une remise en question des politiques publiques ? »[121].

#### Une notion discutable
Pour le politologue Emmanuel Négrier, "il ne s’agit, pour le moment, que d’un discours" et cette notion est controversée et encore mal définie. Elle impose une ouverture du débat : "la question de fond est de savoir comment on intègre les publics dans les politiques culturelles et quels sont les risques."